# 구주쿠리정
구주쿠리정(일본어: 九十九里町 구주쿠리마치[*])은 일본 지바현 산부군의 정이다.

## 지리
지바현 남동부의 태평양 해안에 위치한다. 일본에서 두 번째로 긴 구주쿠리 해변으로 유명하다. 해안에 위치한 덕분에 매년 100만 명이 넘는 관광객들이 찾아오고 그들 중 많은 사람들이 도쿄 주변에서 온화한 기후와 수영을 즐기러 온 사람들이다. 구주쿠리와 주변의 정들은 인기 있는 서핑 명소이다.

## 역사
- 1889년 4월 1일 - 정촌제 시행과 함께 야마베군 가타카이정, 도요미정, 나루하마촌이 성립하였다.
- 1897년 4월 1일 - 야마베군이 무샤군과 합병해 산부군이 되었다.
- 1926년 4월 10일 - 가타카이촌이 정으로 승격해 가타카이정이 되었다.
- 1940년 2월 11일 - 도요미촌이 정으로 승격해 도요미정이 되었다.
- 1955년 3월 31일 - 가타카이정, 도요미정, 나루하마촌의 일부가 합병해 구주쿠리정이 되었다.

## 경제
구주쿠리 지역에서는 관광업이 지역 경제에 중요한 역할을 하고 있다. 동시에 정어리 양식, 해산물 가공(특히 정어리), 쌀 재배를 중심으로 한 농업 등 전통적인 산업도 여전히 지역 경제의 중요한 기반을 이루고 있다.

## 인구
| 연도 | 인구   | ±%     |
| ---- | ------ | ------ |
| 1950 | 21,672 | —      |
| 1960 | 19,191 | −11.4% |
| 1970 | 17,639 | −8.1%  |
| 1980 | 18,037 | +2.3%  |
| 1990 | 19,300 | +7.0%  |
| 2000 | 20,266 | +5.0%  |
| 2010 | 18,009 | −11.1% |